# 계화도
계화도(界火島)는 전라북도 부안군의 옛 섬이다. 계화도를 모퉁이로 삼아 방조제를 축조하는 간척사업을 벌이면서 육지가 되었다. 계화도의 이름은 간척사업의 이름과 간척지에 설치된 계화면의 어원이 되었다. 1963년 간척 사업에 개시하여, 1977년부터 농사가 시작되었다.